# Campionato serbo-montenegrino di pallavolo maschile
Il campionato serbo-montenegrino di pallavolo maschile era una competizione per club serbo-montenegrini, il club vincitore si fregiava del titolo di campione di Serbia-Montenegro.

## Storia
La Prva Liga jugoslava nasce nel 1992, in seguito alla dissoluzione della Repubblica Socialista Federale di Jugoslavia, dalla quale è sorta la Repubblica Federale di Jugoslavia. Le prime edizioni del torneo vedono il dominio assoluto dell'Odbojkaški klub Vojvodina, capace di vincere ben otto titoli consecutivi; in seguito vi è una alternanza di vincitori con le affermazioni dell'Odbojkaški klub Budvanska rivijera Budva, dell'Odbojkaški klub Budućnost Podgorica e dell'Odbojkaški klub Crvena zvezda. Nel 2003 la Repubblica Federale di Jugoslavia viene sostituita dalla Serbia e Montenegro, così il campionato prende il nome di Prva Liga serbo-montenegrina. Vengono disputate tre sole edizioni, che vedono la nona affermazione della Vojvodina e due titoli consecutivi del Budućnost Podgorica. Nel 2006 il campionato cessa di esistere in seguito all'indipendenza del Montenegro, così le formazioni serbe continuano a competere nella Superliga, mentre quelle montenegrine competono nella I Liga.

## Albo d'oro
| Anno             | Podio               | Podio               | Podio |
| Campione         | Seconda             | Terza               |       |
| ---------------- | ------------------- | ------------------- | ----- |
| 1992-93 Dettagli | Vojvodina           | Partizan            |       |
| 1993-94 Dettagli | Vojvodina           | Stella Rossa        |       |
| 1994-95 Dettagli | Vojvodina           | Stella Rossa        |       |
| 1995-96 Dettagli | Vojvodina           | Partizan            |       |
| 1996-97 Dettagli | Vojvodina           | Stella Rossa        |       |
| 1997-98 Dettagli | Vojvodina           | Budućnost Podgorica |       |
| 1998-99 Dettagli | Vojvodina           | Stella Rossa        |       |
| 1999-00 Dettagli | Vojvodina           | Milicionar Belgrado |       |
| 2000-01 Dettagli | Budvanska rivijera  | Milicionar Belgrado |       |
| 2001-02 Dettagli | Budućnost Podgorica | Vojvodina           |       |
| 2002-03 Dettagli | Stella Rossa        | Budvanska rivijera  |       |
| 2003-04 Dettagli | Vojvodina           | Budvanska rivijera  |       |
| 2004-05 Dettagli | Budućnost Podgorica | Vojvodina           |       |
| 2005-06 Dettagli | Budućnost Podgorica | Vojvodina           |       |